# Kermit, Texas
Kermit là một thành phố thuộc quận Winkler, tiểu bang Texas, Hoa Kỳ. Năm 2010, dân số của xã này là 5708 người.

## Dân số
- Dân số năm 2000: 5714 người.
- Dân số năm 2010: 5708 người.